# Charles Magnus de Bade-Durlach
Charles Magnus de Bade-Durlach (27 mars 1621 au Château de Karlsburg à Durlach ; 29 novembre 1658, ibid.) est un margrave titulaire de Bade.

## Biographie
Charles Magnus est le fils du premier mariage du Margrave Frédéric V de Bade-Durlach et de Barbara de Wurtemberg (4 décembre 1593 – 8 mai 1627), la fille du duc Frédéric Ier de Wurtemberg.
Il se marie le 23 janvier 1650 à Schillingsfürst avec la comtesse Marie-Julienne de Hohenlohe-Waldenbourg (23 mars 1622 - 1675), la fille du comte Georges-Frédéric II de Hohenlohe-Waldenbourg. Ils ont les enfants suivants:
- Charles-Frédéric (11 janvier 1651 - 5 octobre 1676), un membre de l'ordre souverain de Malte
- Charlotte-Sophie (13 septembre 1652 - 18 janvier 1678) mariée le 24 février 1676 à Emich XIV de Leiningen-Hartenbourg (6 février 1649 - 13 décembre 1684)
- Barbara Éléonore (12 juin 1657 - 4 novembre 1658)
- Frédérique Christine (1658 - mars 1659)